# Château des Hauts (La Chapelle-Saint-Mesmin)
Le château des Hauts est un château français situé à La Chapelle-Saint-Mesmin dans le département du Loiret en région Centre-Val de Loire.

## Géographie
Le château des Hauts se situe sur le territoire de la commune de La Chapelle-Saint-Mesmin dans le département du Loiret en région Centre-Val de Loire, dans la région naturelle du Val de Loire, à l'Ouest d'Orléans.
L'édifice s'élève à environ 140 mètres de la rive nord de la Loire, à l'angle de rue des Hauts et de la rue du Château, à 400 mètres de la route départementale 2152 (ancienne route nationale 152).

## Histoire

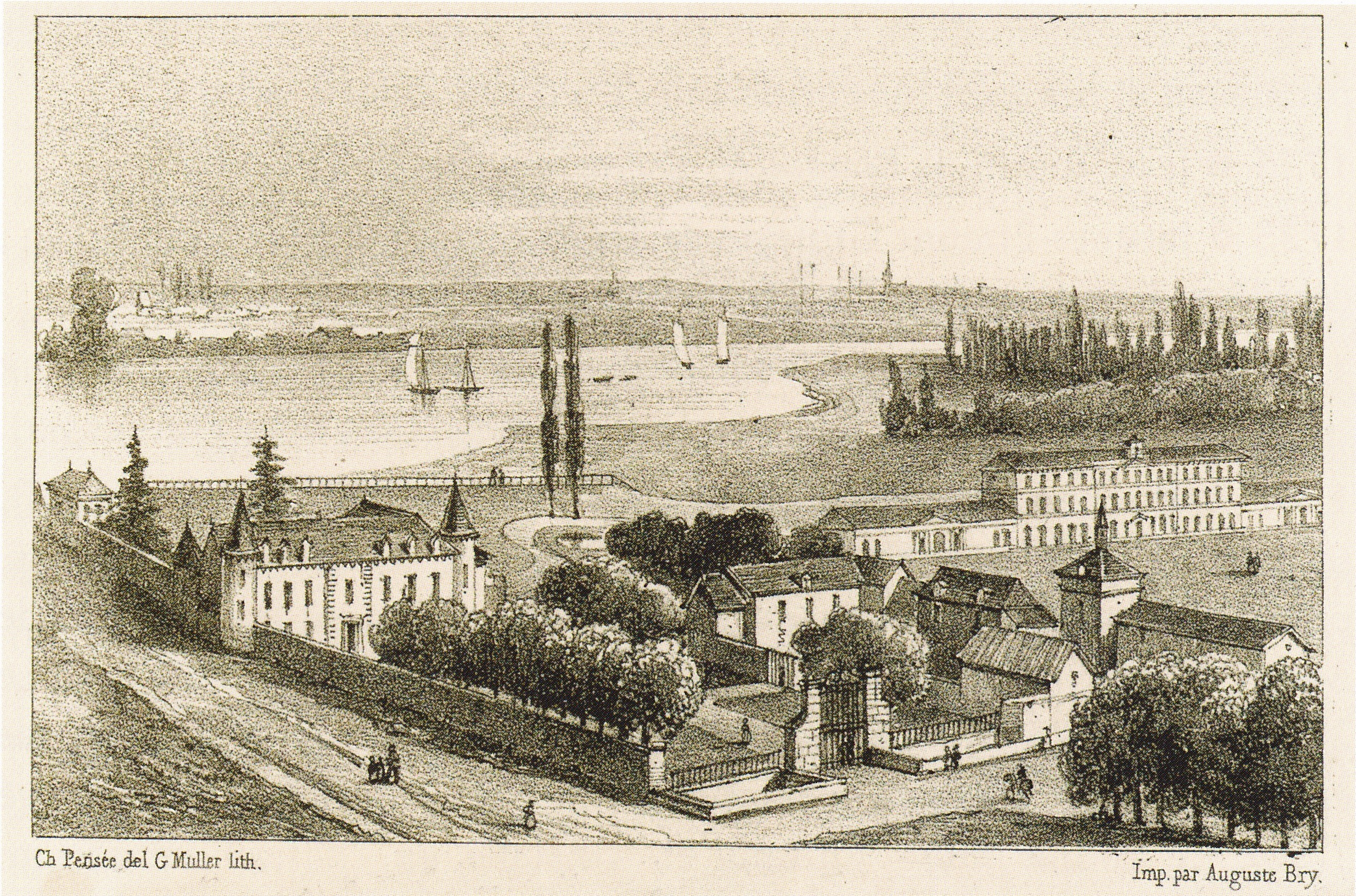
Une vue du château des Hauts au XIXe siècle, sur une gravure de Charles Pensée.

Selon l'abbé Patron, avant l'édifice actuel, au XVe siècle, le domaine n'était qu'un simple manoir habité par le capitaine Pierre de La Chapelle qui mourut glorieusement lors de l'attaque du fort des Tourelles d'Orléans le 23 octobre 1428. Le château aurait été ensuite restauré sur ordre du roi de France Charles VII et selon la tradition plusieurs rois y auraient séjourné : Henri II, Charles IX. En 1572, ce dernier l'aurait fait restaurer pour sa maîtresse Marie Touchet. Selon Charles-François Vergnaud-Romagnesi, auteur d'une notice rédigée en 1832 sur le château de Chambord, le roi Charles IX aurait, lors d'une visite à Marie Touchet au château de Mixi (Saint-Mesmin), chassé un cerf de dix cors, au cours d'une vénerie. À la mort de Marie Touchet en 1638, sa fille Henriette de Balzac d'Entragues marquise de Verneuil et maîtresse d'Henri IV, aurait hérité du château.
Au XVIIIe siècle, le château devient le lieu de rencontre de l'aristocratie orléanaise et les jardins sont dessinés, dit-on, par André Le Nôtre.
En 1735, à l'occasion de la vente du château, sa description correspond à peu de chose près à celle de l'annonce de mise en vente de l'année 1844 (voir note 5), dans laquelle il est précisé en sus que, de part et d'autre de l'allée des tilleuls, on compte « quatre arpents et demi de vignes et de bois-garenne ensuite ».
À partir de 1767, Étienne Fleureau de Guillonville, qui vit habituellement à Orléans, s’installe au château à la belle saison. S'y retrouve une société brillante d'intellectuels, d'artistes et de beaux esprits, comme le poète, dessinateur et graveur Charles-Michel Campion, le dessinateur Aignan-Thomas Desfriches, l’éditeur Martin Couret de Villeneuve, l’écrivain Laurent Pierre Bérenger. On y joue de la musique et des fêtes se tiennent dans le jardin à la française: tout l’art de vivre au siècle des Lumières y fleurit.
En 1785, un acte le qualifie de « Maison des Vignes » et le représente comme étant « en la censive et mouvance de la seigneurie de La Chapelle Saint-Mesmin, membre dépendant de l'abbaye de Saint-Mesmin ».

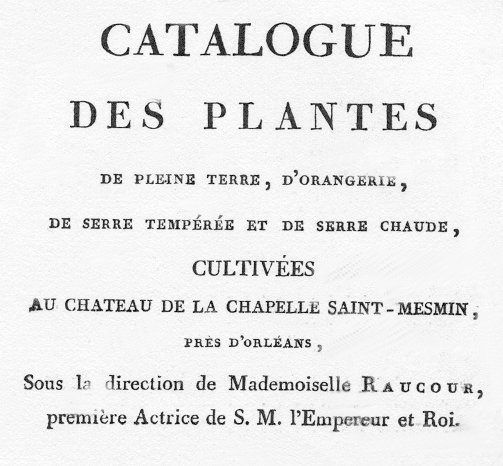
Catalogue des plantes cultivées au château de La Chapelle Saint-Mesmin.

Après son installation en 1801 au château, pour lequel elle bénéficie d'un bail à vie de la nouvelle propriétaire, son amie Marie-Henriette Simonnot-Ponty, la tragédienne Mademoiselle Raucourt le garnit de meubles raffinés, l’ornant de sculptures et de tableaux. Cette résidence secondaire devient un lieu de jeu, de réception et de plaisirs. Elle y reçoit régulièrement le tragédien François-Joseph Talma, le comédien Lafont ainsi que les comédiennes Mademoiselle George et Mademoiselle Mars. Selon les mémoires de Mlle George, Françoise Raucourt pratique régulièrement, sur les terres de son domaine, munie d'un fusil et accompagnée de son chien, la chasse au lapin. Elle fait élever dans le parc, un monument funéraire en mémoire de son ancien amant et protecteur le Prince d'Hénin, guillotiné à la Révolution française. L'auteur Michel Faul rapporte qu'en avril 1809, lors d'une ouverture aux visiteurs que son magnifique parc attire en grand nombre, après qu'une dame de la haute société orléanaise se fut extasiée sur la beauté des fleurs et sur la richesse de la serre en commentant à haute voix : « A-t-on jamais vu des choses pareilles à une comédienne ; mais c'est scandaleux ! », Raucourt, présente dans un bosquet voisin et ayant tout entendu, se montre, prend la pose et d'une voix tragique lui rétorque : « Cette comédienne est chez elle ; elle voulait bien vous y recevoir ; vous n'en êtes pas digne : sortez ! ». Vers 1810, le parc est vaste de douze hectares et contient de nombreuses plantes rares et exotiques que l'actrice élève dans une remarquable serre chaude et une orangerie qu'elle fait installer pour l'occasion. Certaines de ces plantes provenant d’échanges entre Mademoiselle Raucourt et le jardin du château de Malmaison de son amie l'impératrice Joséphine de Beauharnais. Elle consacre beaucoup de temps à son jardin en s'occupant elle-même de ses plantations : semis, boutures et greffes.
Sa collection de roses était remarquable. Le catalogue des fleurs et plantes édité après sa mort en 1815, comporte pas moins de 463 lots. Peu avant sa mort, c'est de son château qu'elle écrit en septembre 1814 à ses camarades de la Comédie-Française pour leur faire part de son souhait d'arrêter définitivement la scène. En 1816, la ville d'Orléans se rend adjudicataire des serres, des plantes rares et de la collection de roses du château pour aller enrichir les collections du Jardin des plantes d'Orléans.
En 1816, le château est acheté conjointement par Etienne Jean Désiré Chemin (1770-1836), sa future épouse Françoise Pierrette Le Pileur de Beuvry (1770-1842) ainsi que Marie Sophie Lolive (1763-1847), tous les trois ex-associés d'un commerce de lingerie Lolive, de Beuvry et Cie situé à Paris. Cette entreprise créée en 1796, jusqu'à sa vente en 1818, fournissait notamment la famille de l'Empereur Napoléon Ier puis celle du roi Louis XVIII. Le trio emménagent à La Chapelle Saint-Mesmin la même année. Après la mort du couple Chemin de Beuvry, Sophie Lolive viendra s'installer dans le château voisin le Petit-Château (actuel hôtel de ville de la commune) mis à sa disposition par son ami vaudevilliste parisien Louis-Émile Vanderburch que celui-ci avait quitté peu après la mort de sa 1ère épouse en 1841.
En 1844, Jean-Jacques Fayet, évêque d'Orléans, décide de faire l'acquisition de ce domaine de 12 hectares afin d'y faire édifier le petit séminaire, et de faire du château sa résidence épiscopale. Celui-ci sera désormais connu sous le nom de « Château des Évêques ».
Après le décès de Mgr Fayet, Mgr Félix Dupanloup s'y installe en 1850.

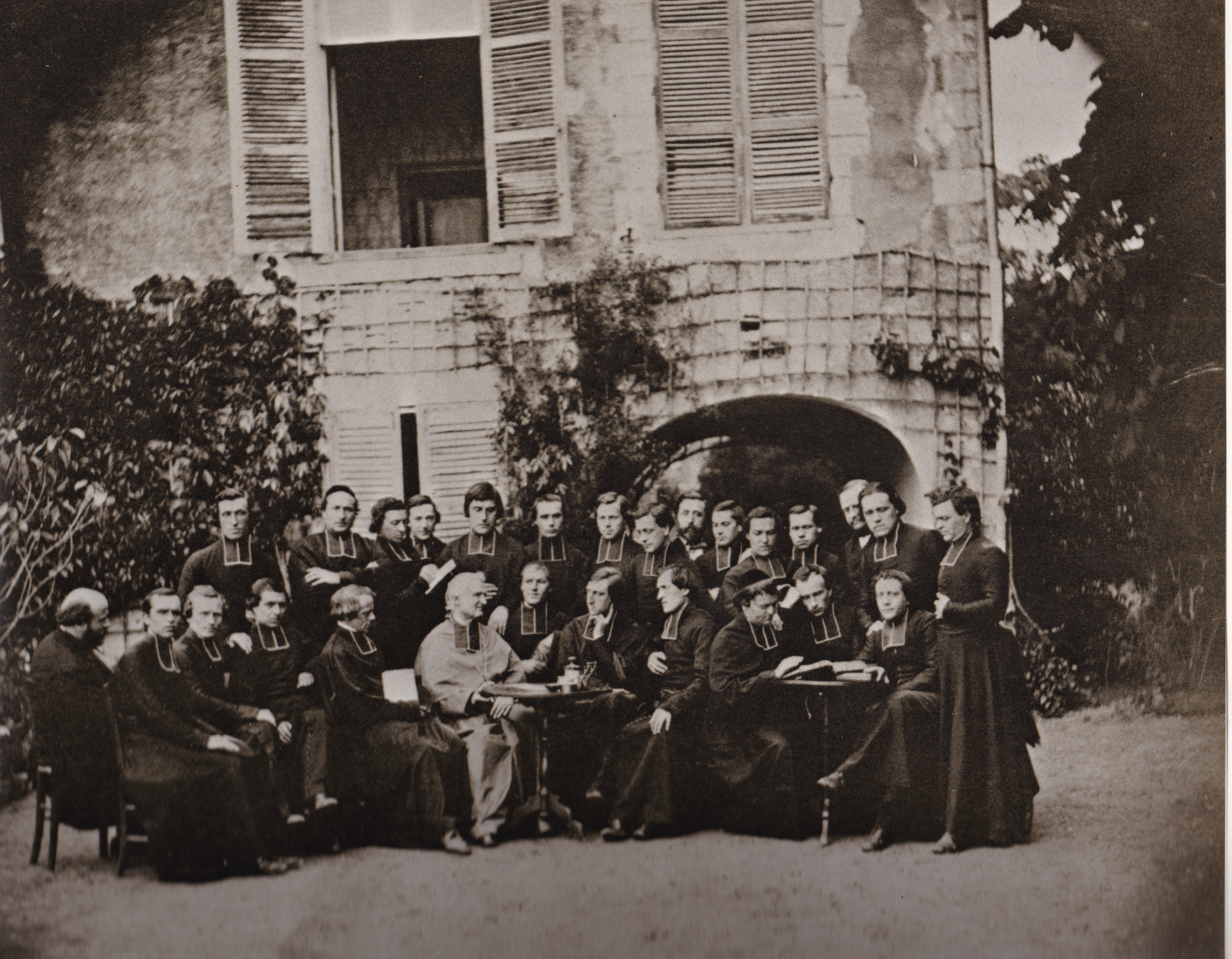
Félix Dupanloup entouré des professeurs du petit séminaire de La Chapelle Saint-Mesmin en 1861/1862 (cliché d'Eugène Disdéri, lui-même visible à l'extrême gauche, pris devant la façade ouest du château des Hauts).

Pendant la guerre franco-allemande de 1870, le château est occupé par des officiers de l'armée allemande.
À la chute du Second Empire, Mgr Félix Dupanloup y réunit les héritiers du trône de France afin de tenter de rétablir la monarchie.
À la suite du vote de la loi de séparation des Églises et de l'État à la fin de 1905, le château, qui dépendait alors du petit séminaire, reste inoccupé jusqu'en 1910, date à laquelle sa gestion est confiée au Ministère de la Guerre.
En 1911, l’allée des Tilleuls, propriété de l’ancien petit séminaire, menant de la route d'Orléans vers le château, est attribuée à la commune et fait l’objet d’un classement dans le domaine communal.
À partir du 1er décembre 1915, le château sert d'annexe à l'hôpital complémentaire situé dans l'ancien petit séminaire, pour les malades atteints de la dysenterie, avec une capacité de 60 places. Le 1er mai 1916, le château devient station sanitaire pour militaires tuberculeux avec une capacité de 45 lits. 
Évacuée le 10 janvier 1919, la station sanitaire militaire du château est fermée le 8 février 1919. Peu après, le château devient station sanitaire mixte provisoire. Le 30 avril 1922, est prononcée la fermeture de la partie réservée aux hommes de la station sanitaire. N'y subsistent désormais que les femmes atteintes de tuberculose accompagnées de leurs enfants.

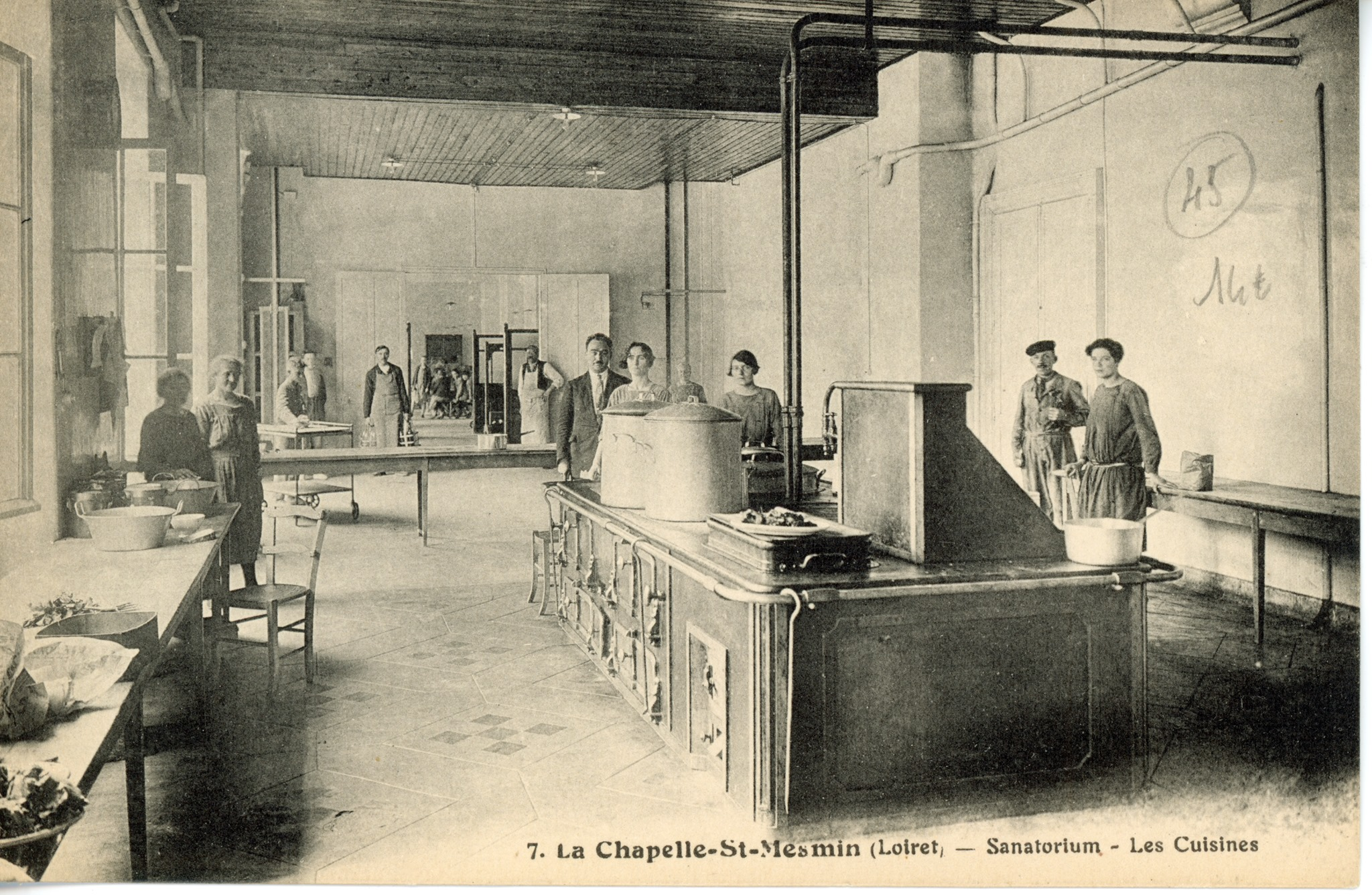
Les cuisines du sanatorium (années 1920).

Le 4 février 1922, les locaux sont attribués au Conseil général et la commission des hospices d’Orléans en assure l’administration et la gestion moyennant un loyer annuel de un Franc français.
Entre 1923 à 1925, sous la direction de l’architecte départemental, de gros travaux sont réalisés : démolition de 16 bâtiments, dont l’ancienne ferme du château, le pigeonnier ainsi que les préaux nord et réaménagement du parc.

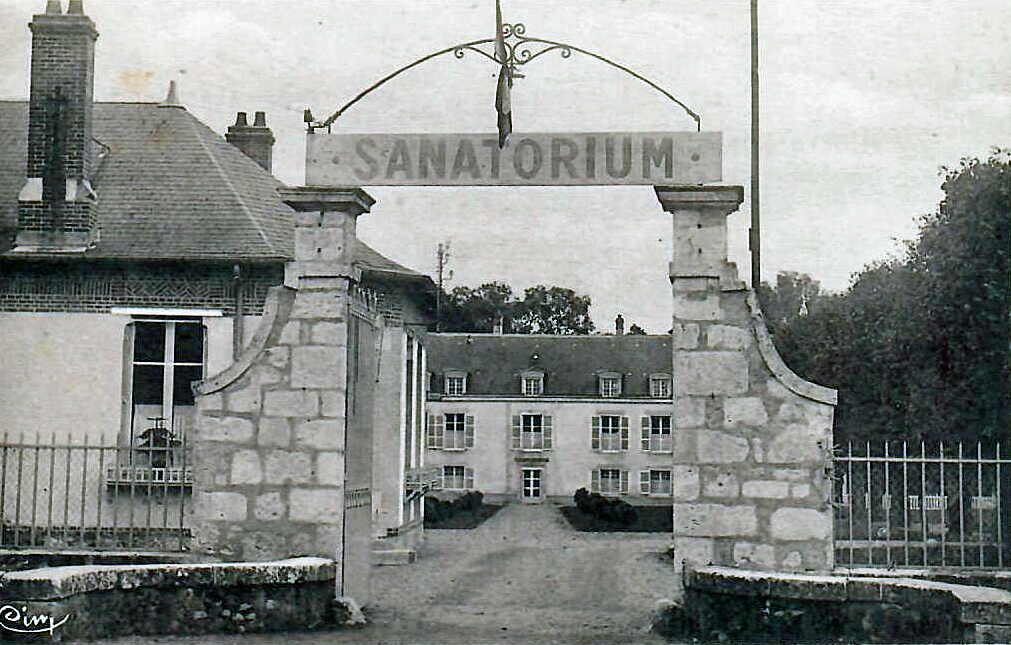
L'entrée du sanatorium pour femmes (années 1920).

En 1926, le château devient officiellement Sanatorium entièrement dévolu aux femmes. Afin de faire face à l'éducation des enfants accompagnant les mères malades, une classe mixte pour 66 enfants est créée en 1936. Pour réduire les coûts d'exploitation, le 24 avril 1936, la commission de surveillance décide d'aménager un jardin potager en procédant à l’achat d’un terrain adjacent d’une superficie de 3 585 m2 pour un prix de 8 500 francs. Un jardinier en chef est également recruté. En 1938, 45 agents composent le personnel de l'établissement. Le 1er septembre 1939, le sanatorium est réquisitionné par les autorités militaires et est classé comme hôpital auxiliaire. Une partie du personnel est mobilisée, l'autre est licenciée. Les malades doivent être évacués de l'établissement en l'espace de trois jours.
En 1935, le célèbre comédien Gabriel Signoret, voulant lui rendre hommage, décide de faire une halte à La Chapelle pour visiter le château où vécut Mademoiselle Raucourt de 1801 à 1815.
Début 1940, le sanatorium est réservé aux soldats nord-africains atteints de tuberculose. Après la débâcle, les autorités allemandes y installent un lazaret. En 1942, elles réquisitionnent l’ensemble des bâtiments du sanatorium. En septembre 1944, l’établissement redevient un hôpital militaire français jusqu’en février 1946.
D’importants travaux de réfection sont réalisés de 1947 à 1950, en vue de la réinstallation d’un sanatorium. En réalité, cette réinstallation ne s'effectue pas puisque le 1er juillet 1951, les locaux de l'ancien petit séminaire voisin sont dévolus à l’armée américaine pour devenir un hôpital militaire jusqu’en 1967.
Pendant de nombreuses années, le château reste inoccupé. Toutefois, le conseil général du Loiret le mettra à la disposition des sous-préfets d'Orléans en maintenant la présence d'un gardien qui résidera dans la loge du château jusqu'à sa cession.
En 2013, le château des Hauts est racheté par la société de services en ingénierie informatique orléanaise Pentalog, qui procède à sa rénovation pour en faire son siège social.

### Liste des propriétaires successifs
Parmi les propriétaires connus du château, on peut citer :
- 1593 : Jean Vêtus, seigneur de Villefallier et de La Chapelle[26];
- 1629 : Jean Cahouet, seigneur de Senneville et de La Chapelle ;
- 1705 : François Genty, écuyer seigneur du Bois de Theuilli et de La Chapelle ;
- 1725 : Jean Toutin de Bondaroy, écuyer seigneur de Bondaroy ;
- 1735 : Jacques-Étienne Groteste de Tigny[note 3] ;
- 1766 ou 1767 : Marin Groteste de Tigny et Claude Jacques Groteste de Tigny, trésoriers de France ;
- 1767 : Étienne Fleureau de Guillonville, seigneur de la Grille, la Noue, Gouffault, contrôleur des bois du duché d’Orléans et époux de Félicité Lion du Sablon ;
- 1783 : Laurent-René Ferrand, ancien fermier général du Roi ;
- 1785 : Charles-Léon de Tailleris, marquis de Perrigny, lieutenant du Roi ;
- 1790 : Élisabeth Tranquille de Brucourt, veuve de Louis Jumelin-Ducatel ;
- 1797 : Jeanne Marie Sophie Charrette de La Collinière, veuve de Victor Amédée Pittera-Marinis ;
- 1801 : Marie Henriette Simonot-Ponty ;
- 1816 : Étienne Jean Désiré Chemin, lieutenant-colonel de la garde à cheval à Paris, Chevalier de la Légion d'honneur, Françoise Pierrette Le Pileur de Beuvry (son épouse) et Marie Sophie Lolive ;
- 1842 : Marie Sophie Lolive
- 1844 : l'école ecclésiastique secondaire d'Orléans ;
- 1906 : Ministère de la Guerre ;
- 1922 : Conseil départemental du Loiret ;
- 2013 : société Pentalog.

### Résidents célèbres
Parmi les personnalités ayant résidé au château, on peut notamment citer :
- ?-? : Louis-Sextius Jarente de La Bruyère (1706 - 1788), évêque d'Orléans ;
- ?-? : Charles-Michel Campion (1734 - 1784), directeur des Fermes du Roi à Orléans, poète et dessinateur ;
- ?-? : Jean-François-Claude Perrin de Cypierre (1727 - 1790), intendant de la généralité d'Orléans ;
- ?-? : Laurent Pierre Bérenger (1749-1822), écrivain, professeur de rhétorique au collège d'Orléans ;
- 1801-1815 : Françoise-Marie-Antoinette Saucerotte (1756-1815), dite mademoiselle Raucourt, actrice française, disposait d'un bail à vie de la part de Mademoiselle Simonot-Ponty ;
- 1844-1849 : Jean-Jacques Fayet (1786-1849), évêque d'Orléans ;
- 1846 : Jean-Baptiste-Henri Lacordaire (1802-1861), en religion le père Henri-Dominique Lacordaire, (1802-1861), religieux, prédicateur, journaliste et homme politique français, membre de l'Académie française, considéré aujourd'hui comme l'un des précurseurs du catholicisme libéral, fit un séjour au Château des Hauts, à l'invitation de Mgr Fayet[27].
- 1850-1878 : Félix Dupanloup (1802-1878), évêque d'Orléans.

Résidents célèbres
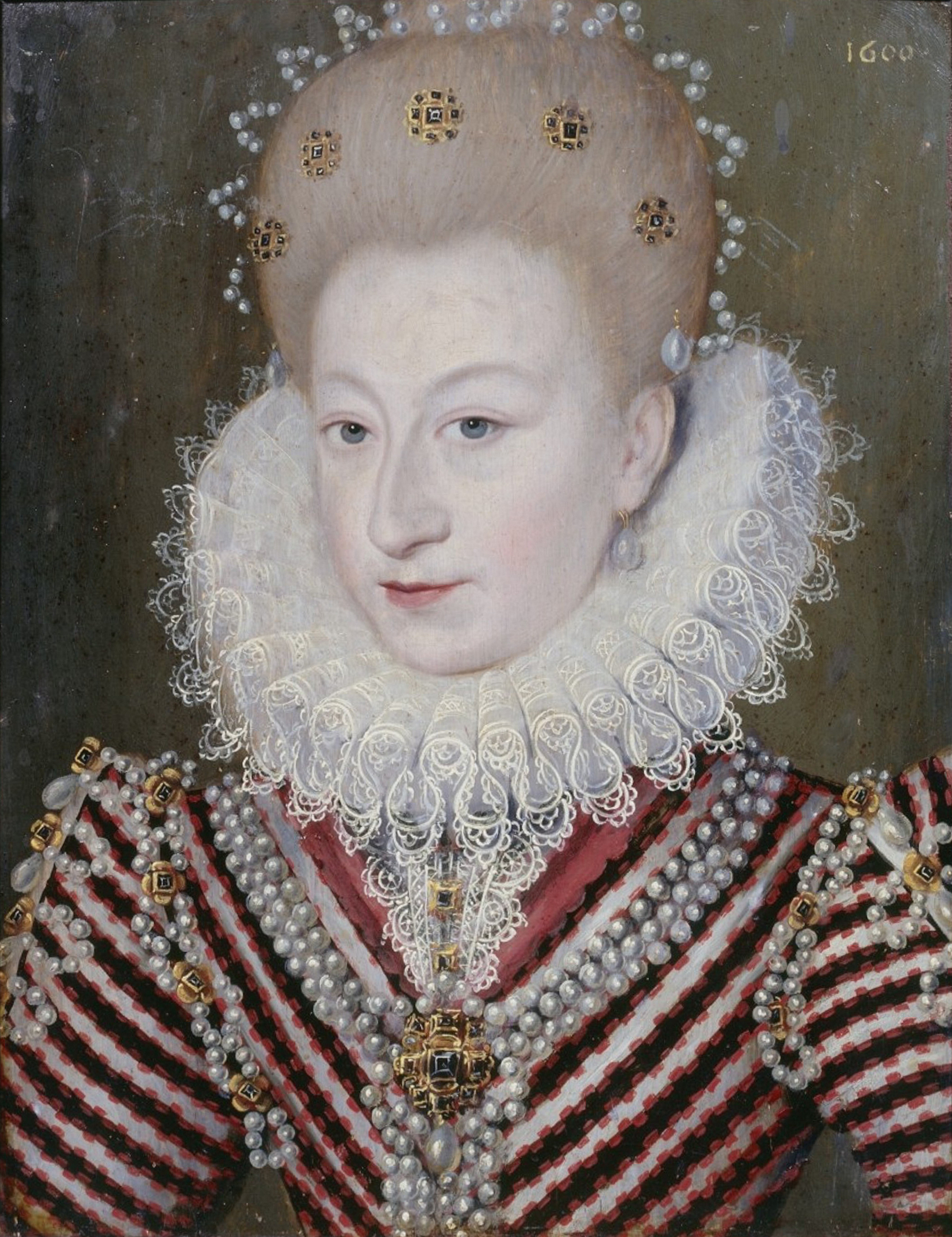
Catherine Henriette de Balzac d'Entragues.
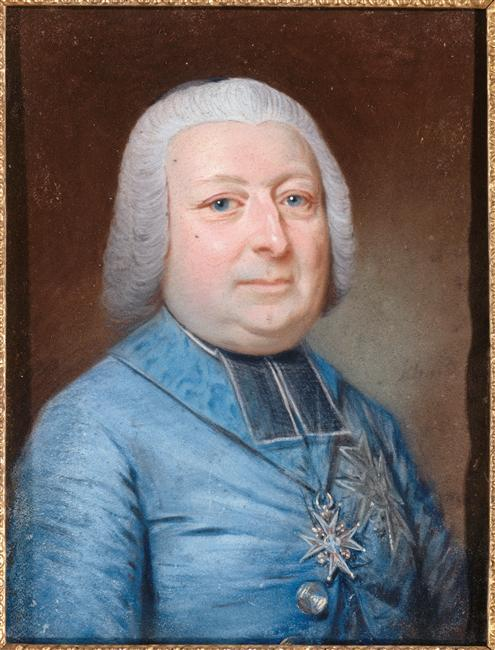
Louis-Sextius Jarente de La Bruyère.
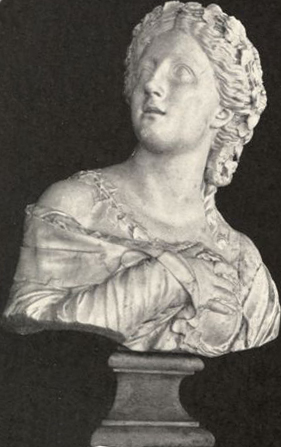
Françoise-Marie-Antoinette Saucerotte.
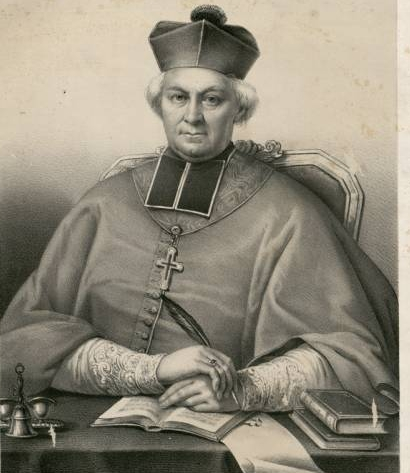
Jean-Jacques Fayet.
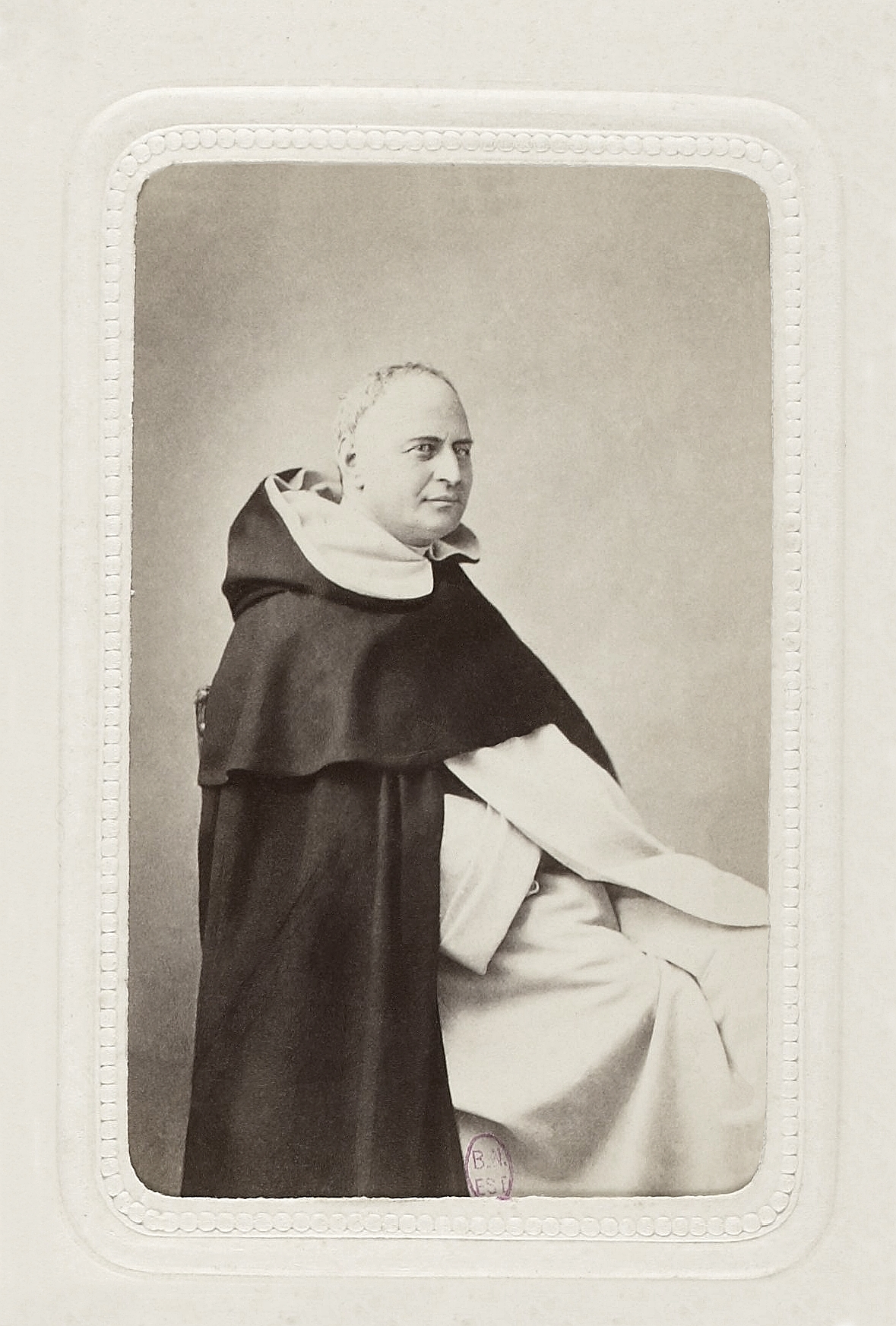
Lacordaire, vers 1855.
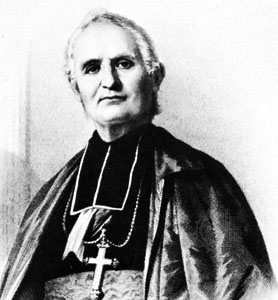
Félix Dupanloup.

## Description
L'édifice, situé dans un parc boisé d’un hectare, comprend un bâtiment flanqué de deux tours cylindriques à poivrière datant du XVe siècle, ouvrant sur une grande cour au Nord. Le corps de bâtiment comporte sept travées, avec un étage carré et six lucarnes en croupes sur le versant du toit à longs pans. Sur la façade Sud, donnant sur la Loire, les deux autres tourelles sont de forme carrée, dont l’une est évidée en voûte au rez-de-chaussée. Cette façade est agrémentée d'un jardin et d'une terrasse en surplomb du fleuve.
L'allée des Tilleuls, longue de deux cents mètres, aujourd'hui voie communale, constituait jusqu'au début du XXe siècle, une allée privée menant au château.
Le château est une propriété privée qui ne se visite pas.